# Splits ringled
Splits ringled (kroatiska: Splitska obilaznica) är en (år 2021 ej helt färdigställd) ringled kring staden Split i Kroatien. När den står helt färdig kommer den att vara 30,51 kilometer lång och via Split förbinda Trogir (Plano) med Omiš. Flera sektioner av ringleden är sedan tidigare öppna för trafik.

## Beskrivning
Vägsträckan från Trogir till Omiš via Kroatiens näst största stad Split är en av de mest trafikerade i Kroatien. Innan ringledens tillkomst utgjorde Adriamagistralen (riksväg D8) som anlades år 1968 i Split-området den huvudsakliga vägförbindelsen mellan Split och dess kransorter. Riksväg D8 som i de flesta fall går genom kransorternas centrala delar användes av både arbetspendlare och turister, för varutransporter och av den allmänna kollektivtrafiken. I området ligger bland annat Splits internationella flygplats och Splits hamn som är Kroatiens största passagerarhamn och utgör ett nav för färjetrafiken till den mellandalmatiska övärlden. Sammantaget innebär det att den intensifierade trafiken under turistsäsongen skapat bilköer längs med sträckan. Ringledens syfte är att knyta samman orterna i Splits storstadsområde, avlasta riksväg D8 och därmed få ett jämnare, säkrare och snabbare fordonsflöde längs med rutten.          